# Дубравный (Цимлянский район)
Дубравный — посёлок в Цимлянском районе Ростовской области.
Входит в состав Красноярского сельского поселения.

## География
Посёлок расположен на правом берегу реки Кумшак (приток Дона), при впадении в него балки Глухой.

### Улицы
| - ул. Бушева, - ул. Весенняя, - ул. Высоковольтная, - ул. Дальняя, - ул. Заречная, | - ул. Лесхозная, - ул. Новая, - ул. Околица, - ул. Садовая, - ул. Солнечная, | - ул. Сосновая, - ул. Степная, - ул. Строителей, - ул. Таёжная, - ул. Центральная, | - пер. Виноградный, - пер. Дружбы, - пер. Речной, - пер. Советский. |

## Население
| 2010 | 2017 |
| ---- | ---- |
| 664  | ↗693 |

## История
Посёлок образовался в период строительства Цимлянского водохранилища в 1947—1952 годах из числа переселенцев хуторов попадающих в зону затопления.
На этом месте проходила старинная губернская почтовая дорога войска Донского, так называемый «Царицынский тракт», из станицы Старочеркасской в город Царицын. Сейчас, это автодорога Цимлянск−Шахты. На правом берегу реки Кумшак располагалась почтовая станция «Кумшацкая». В 1914 году, по царскому Указу, через реку Кумшак итальянскими мастерами был построен (сохранившийся до сегодняшнего дня) уникальный монолитный железо-бетонный мост, прозванный казаками «Бушевский» по фамилии станционного смотрителя Бушева Ельпидифора Ипполитовича, инициатора строительства моста. Ещё раньше, в IIX—X веках н. э. в этих местах, через крепость Саркел, проходили торговые дороги Великого шёлкового пути.